# 一重切竹花入 (銘·園城寺)
一重切竹花入（銘·園城寺）屬於茶道用具中的花入，收藏於東京國立博物館，高 33.9 公分，口径 10.9 公分，底径 11.2 公分。此件作品為千利休隨豐臣秀吉出征小田原之戰，經過伊豆韮山時，直接就地取材製成。竹子並非選用完美的竹節，而是選擇有裂痕的部分，在殘缺中發現竹子的本質之美，呈現出日式美學的枯寂之感。
千利休以竹子製作的花入還有「二重切花生」和「尺八花生」。
千利休的茶道精神在於崇尚自然，因此茶道中的插花，無特殊技巧，僅需將花插得有如野外生長般自然即可。茶室中的花須依季節來選用，使用香味過濃、顏色過艷麗、無季節感和盛開的花為禁忌。

## 外部連結
東京國立博物館 竹一重切花入 銘　園城寺 （页面存档备份，存于）